# Zimtsäureamid
Zimtsäureamid (trans-3-Phenylacrylsäureamid) gehört zu den Aromaten und ist ein ungesättigtes Carbonsäureamid mit einer trans-substituierten Kohlenstoff-Kohlenstoff-Doppelbindung in der Seitenkette. Das isomere cis-Zimtsäureamid hat nur eine geringe Bedeutung. Die Angaben in diesem Artikel beziehen sich nur auf das trans-Zimtsäureamid. 

## Darstellung
trans-Zimtsäureamid erhält man aus trans-Zimtsäurechlorid durch Umsetzung mit Ammoniak (NH3).

## Reaktionen
Die Dehydratisierung von trans-Zimtsäureamid liefert trans-Zimtsäurenitril.